# Pike 13
 (septembre 2013).
Si vous disposez d'ouvrages ou d'articles de référence ou si vous connaissez des sites web de qualité traitant du thème abordé ici, merci de compléter l'article en donnant les références utiles à sa vérifiabilité et en les liant à la section « Notes et références ».
Albums de Buckethead
Propellar
(2013) The Mark of Davis
(2013)
Pike 13 est le 43e album de Buckethead et le 13e volume de la série « Buckethead Pikes ». L'album fut offert lors de l'anniversaire de Buckethead soit le 13 mai 2013 directement en version standard.
Buckethead avait précédemment omis ce 13e Pike en passant directement du Pike 12 aux Pike 14 et 15.
La pochette montre un jeune Buckethead, adolescent, visage découvert, tenant une guitare classique tout en enlaçant son père. Cet album est arrivé à un moment où son père avait des problèmes de santé. C'est de plus la première fois que Buckethead s'affiche au public à visage découvert.

## Liste des titres
| 1.    | Track 1 | 2:36 |
| 2.    | Track 2 | 5:20 |
| 3.    | Track 3 | 2:37 |
| 4.    | Track 4 | 3:09 |
| 5.    | Track 5 | 3:31 |
| 6.    | Track 6 | 8:58 |
| 7.    | Track 7 | 2:40 |
| 8.    | Track 8 | 2:50 |
| 9.    | Track 9 | 1:27 |
| 33:08 |         |      |

## Remarques
- Guitare par Buckethead